# Charles-Andreas Brym
Charles-Andreas Brym, né le 8 août 1998 à Colombes en France, est un footballeur franco-canadien qui joue au poste d'attaquant au NAC Breda.

## Biographie
Né d'une mère corse et d'un père togolais, Charles-Andreas Brym est né à Colombes en France puis il part vivre au Canada. En 2011, il rejoint l'académie de l'Impact de Montréal après une rencontre avec l'ancien attaquant Mauro Biello. Deux ans plus tard, il décide de revenir en Europe, en Corse où demeurent ses grands-parents, et s'engage avec le Gazélec Ajaccio. Il part ensuite en Belgique où il passe par Mouscron et Zulte Waregem. Lors de l'hiver 2018, il rejoint le Lille OSC.

### Carrière en club
Le 4 juillet 2018, il signe son premier contrat professionnel avec le LOSC Lille d'une durée de trois ans. Il joue uniquement avec la réserve où il inscrit 10 buts en 19 matchs en National 2.
Lors de l'été 2019, il est prêté avec plusieurs autres jeunes lillois au Belenenses SAD. Le 30 août 2019, il fait son unique apparition avec le club portugais contre Boavista en entrant en jeu à la 81e minute,. Après une demi-saison passée au Belenenses, le club met fin à son prêt. 
Le 1er août, il est transféré au Royal Excel Mouscron, le nouveau club partenaire du LOSC. Le 28 novembre, il dispute sa première rencontre en tant que titulaire contre le Club Bruges,.
Libre depuis son départ de Mouscron, il signe pour une saison plus un an en option au FC Eindhoven le 29 août 2021.
Après une fin de saison réussi à Eindhoven, il signe un contrat de trois ans en faveur du Sparta Rotterdam le 31 mai 2022,.
Il participe à sa première rencontre avec le Sparta en Eredivisie le 14 août 2022 à l'occasion de la réception de l'AZ Alkmaar où il joue quelques minutes après être entré en fin de match. Il fait une nouvelle brève apparition la semaine suivante avant de retrouver en prêt le FC Eindhoven le 29 août afin de poursuivre son apprentissage,.

### Carrière internationale
En janvier 2020, Charles-Andreas Brym est convoqué pour la première fois en équipe du Canada par le sélectionneur national John Herdman, pour des matchs amicaux contre la Barbade et l'Islande. 
Le 7 janvier 2020, il honore sa première sélection contre la Barbade. Lors de ce match, Charles-Andreas Brym entre à la 67e minute de la rencontre, à la place de Tosaint Ricketts. Le match se solde par une victoire 4-1 des Canadiens. Trois jours plus tard, il inscrit son premier but en sélection,, lors du deuxième match face à la Barbade (victoire 4-1).

## Statistiques

### Statistiques détaillées
| Saison                | Club                  | Championnat           | Championnat | Championnat | Championnat | Coupe(s) nationale(s) | Coupe(s) nationale(s) | Coupe(s) nationale(s) | Séries | Séries | Séries | Canada | Canada | Canada | Total | Total | Total |
| Saison                | Club                  | Division              | M.          | B.          | P.d.        | M.                    | B.                    | P.d.                  | M.     | B.     | P.d.   | M.     | B.     | P.d.   | M.    | B.    | P.d.  |
| 2019-2020             | Belenenses SAD (prêt) | Liga NOS              | 1           | 0           | 0           | 0                     | 0                     | 0                     | -      | -      | -      | 3      | 1      | 0      | 4     | 1     | 0     |
| 2020-2021             | Royal Excel Mouscron  | Division 1A           | 7           | 0           | 0           | 1                     | 0                     | 0                     | -      | -      | -      | -      | -      | -      | 8     | 0     | 0     |
| 2021-2022             | FC Eindhoven          | Eerste Divisie        | 25          | 8           | 1           | 1                     | 0                     | 0                     | 4      | 1      | 0      | 3      | 0      | 0      | 33    | 9     | 1     |
| 2022-2023             | Sparta Rotterdam      | Eredivisie            | 2           | 0           | 0           | -                     | -                     | -                     | -      | -      | -      | -      | -      | -      | 2     | 0     | 0     |
| 2023-2024             | Sparta Rotterdam      | Eredivisie            | 31          | 4           | 2           | 1                     | 1                     | 0                     | 1      | 0      | 0      | 2      | 0      | 0      | 35    | 5     | 2     |
| 2024-2025             | Sparta Rotterdam      | Eredivisie            | 12          | 0           | 1           | 2                     | 3                     | 1                     | -      | -      | -      | -      | -      | -      | 14    | 3     | 2     |
| Sous-total            | Sous-total            | Sous-total            | 45          | 4           | 3           | 3                     | 4                     | 1                     | 1      | 0      | 0      | 2      | 0      | 0      | 51    | 8     | 4     |
| 2022-2023             | FC Eindhoven (prêt)   | Eerste Divisie        | 29          | 11          | 9           | 2                     | 1                     | 0                     | 2      | 0      | 0      | 5      | 0      | 0      | 38    | 12    | 9     |
| 2024-2025             | Almere City           | Eredivisie            | 12          | 3           | 2           | -                     | -                     | -                     | -      | -      | -      | -      | -      | -      | 12    | 3     | 2     |
| Total sur la carrière | Total sur la carrière | Total sur la carrière | 119         | 26          | 15          | 7                     | 5                     | 1                     | 7      | 1      | 0      | 13     | 1      | 0      | 146   | 33    | 16    |